# 玉里自動車学校
玉里自動車学校（たまざとじどうしゃがっこう）は、鹿児島県鹿児島市下伊敷一丁目にある鹿児島県公安委員会の指定自動車教習所。株式会社玉里自動車学校が運営する。

## 取得できる免許
第一種運転免許
- 大型自動車第一種
- 中型自動車第一種
- 準中型自動車第一種
- 普通自動車第一種（MT、AT）
- けん引
- 大型自動二輪車（MT、AT）
- 普通自動二輪車（MT、AT）
- 小型自動二輪車（MT、AT）

第二種運転免許
- 普通自動車第二種（MT、AT）

## アクセス
- 鹿児島中央駅から車で11分
- 玉江小学校前（玉江小前）バス停から徒歩で3分

## 8.6豪雨による被災
1993年（平成5年）8月6日の平成5年8月豪雨（8.6豪雨）の際に近くを流れる甲突川が氾濫、教習車及び校舎の大半が水没し、数週間営業が出来なくなる被害を受けた。
現在の校舎は2011年（平成23年）に改修されたものである。
以前は近隣（国道3号線沿い）でホテル（玉里ホワイトホテル）も経営していたが、上記の水害により被災した為、1994年（平成6年）に建物を解体し、現在は行っていない。